# 三重大学教育学部附属中学校
三重大学教育学部附属中学校（みえだいがくきょういくがくぶふぞくちゅうがっこう）は、三重県津市にある国立の中学校。附属小学校・幼稚園・特別支援学校が隣接しており、附属中学校への入学に際しては試験がある。

## 沿革
- 1947年4月1日：三重青年師範学校附属中学校、松阪市花岡町に創設
- 1947年4月10日：三重師範学校女子部附属中学校、亀山市本町に創設
- 1947年4月22日：三重師範学校男子部附属中学校、津市丸之内に創設
- 1949年6月1日：三重大学三重師範学校津附属中学校・亀山中学校と改称
- 1949年6月30日：三重大学三重青年師範学校附属中学校と改称
- 1951年10月12日：附属津中学校改築校舎（上浜町）に移転
- 1953年3月31日：附属松阪中学校閉校
- 1953年4月1日：附属津中学校、附属松阪中学校統合
- 1963年3月22日：附属亀山中学校閉校
- 1963年4月1日：三重大学学芸学部附属中学校創設（上浜町）
- 1966年4月1日：三重大学教育学部附属中学校と改称、津市観音寺471番地の新校舎に移転
- 1968年5月1日：プール落成
- 2004年4月1日：国立大学法人三重大学教育学部附属中学校に改称
- 2006年8月：耐震工事完了
- 2009年：附属小学校、中学校共に大規模な耐震・改修工事
- 2022年:プール解体、跡地に駐車場建設

## 特徴
国立学校のため三重県各地から生徒が通学する。制服着用校であり、その色はグレーである。制服の冬服についてだが、男子はグレーのブレザーに白のカッターシャツ、黒いズボン。女子は全身グレーの変形型セーラー服である。しかし、2023年度より制服がリニューアルされ、男子の制服がユニセックスタイプとなり、さまざまな細かい点で改良された。女子の制服では、スカートのひだの細かさが変わるなど細部のマイナーチェンジが行われた。また、原則、男子はズボン、女子はスカートと定められていたものが、完全に自由に選択できるようになった。また、在校生であっても、2023年度より制服を選択できるようになった。
学校給食があり、水曜日以外は給食が出る（水曜日は弁当持参）。長期休みの前後などでは、パン販売も実施される。ただし、令和六年度より水曜日も含め全ての日で給食が出るようになる。

## 教員勤務時間
(1)　始業　8時30分　(2)　終業　17時15分　(3)　休憩時間　12時から13時まで。

## 部活動
市内の公立校と比較しても目立った戦績はないが、音楽部はNHK全国学校音楽コンクールにて全国大会に出場、全日本合唱コンクールでは上位入賞するなど、かつては全国トップレベルであった。
2021年に発覚した、残業代未払い問題によって、部活動の時間短縮や、外部コーチの採用などが行われた。
クラブとしてはサッカー、野球、陸上、バスケットボール(男女)、バレーボール(女子のみ)、卓球、ソフトテニス、音楽、美術、技術(ロボコン部門とプログラミング部門に分かれる)が存在する。また、野球部にのみマネージャーが存在する。

## 校歌
校歌は3番まであり、それぞれ、「ああ」の後より二部合唱となる。2年生の女子の半分と、3年生の女子が、「ラララ〜…」と歌う。しかし、近年では二部合唱とならない場合もある。
また、2番に関しては、ほとんど歌われず、1番と3番のみが歌われる。少なくとも平成7年度以降は一切歌われていない。そのため、生徒の間では「幻の2番」とも呼ばれる。ホームページにも「学校要覧」には載っているものの、「校歌」には載っていない。

## 卒業生
- 児玉崇（MIRACLE LINUX社長）
- ドン小西
- 野呂昭彦（前三重県知事）
- 藤神敬也（歌手・作曲・編曲家）
- 井村正勝（前井村屋社長）
- 竹村俊彦[2]（九州大学応用力学研究所教授）- 日本学士院学術奨励賞・日本学術振興会賞受賞、西日本文化賞奨励賞受賞、Highly Cited Researcher（高被引用論文著者）

## 所在地
- 三重県津市観音寺町471